# Józef Kosiński

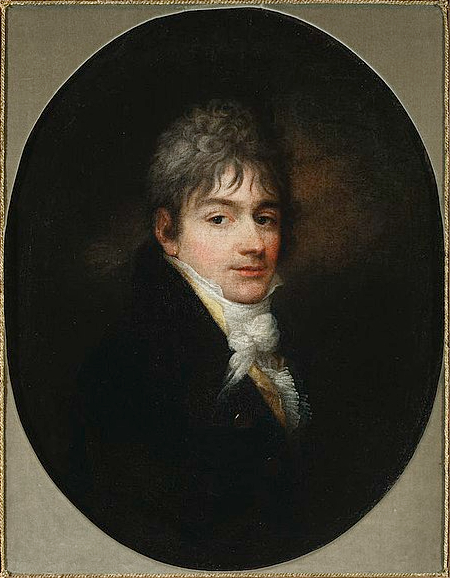
Selbstportrait Nationalmuseum Warschau

Józef Kosiński (* 1753 in Krakau; † 1. April 1821 in Warschau) war ein polnischer Maler des Klassizismus.

## Leben und Werk
Kosiński stammte aus einer Adelsfamilie mit der Wappengemeinschaft Rogala. Er war Schüler Marcello Bacciarellis und wurde Hofmaler Stanislaus August Poniatowskis. Er malte insbesondere Portraits bekannter Warschauer Persönlichkeiten seiner Zeit, unter anderem des Königs, Tadeusz Kościuszkos, Izabela Czartoryskas und Hans Moritz Haukes. Später gründete er eine eigene Werkstatt in Warschau und bildete zahlreiche Schüler aus. Er wurde auf dem Powązki-Friedhof oder dem Świętokrzyski-Friedhof beigesetzt.
Viele seiner Werke befinden sich heute im Nationalmuseum Warschau und Nationalmuseum Krakau.